# Uzbecká sovětská socialistická republika
Uzbecká sovětská socialistická republika (Uzbecká SSR, uzbecky Ўзбекистон Совет Социалистик Республикаси, O`zbekiston Sovet Socialistik Respublikasi, rusky Узбекская Советская Социалистическая Республика, Uzbekskaja Sovetskaja Socialističeskaja Respublika) byla svazová republika SSSR ve střední Asii. Hlavní město byl Taškent.
V roce 1986 měla 18,49 mil. obyvatel, z toho 68,7 % byli Uzbekové, dále Rusové, Tataři, Kazaši, Tádžikové, Karakalpaci a Kyrgyzové. 
Uzbecká SSR vznikla 27. října 1924 na části území Turkestánské autonomní SSR, Bucharské LSR, a Chórezmské LSR. V roce 1925 se stala součástí SSSR. Nezávislost na SSSR vyhlásil Uzbekistán 31. srpna 1991.

## Geografie
Rozloha byla 447 400 km². Na západě a severu hraničila s Kazašskou SSR, na východě s Kyrgyzskou SSR, na jihovýchodě s Tádžickou SSR, na jihu a jihozápadě s Turkmenskou SSR a na jihu s Afghánistánem.

## Ekonomika
Uzbecká SSR byla charakterizována jako průmyslová republika s rozvinutým kolektivním zemědělstvím a ložisky ropy, zemního plynu, uhlí, mědi, molybdenu, zlata a síry. Hlavním průmyslovým odvětvím bylo strojírenství orientované na výrobu zemědělských strojů (kombajny na sběr bavlny, secí stroje) a dopravních prostředků (traktory). Následoval průmysl těžební, energetický, hutnictví železa i barevných kovů, petrochemický, chemický, výroba hnojiv, plastických hmot, stavebních hmot, textilní (bavlna, hedvábí), oděvní, papírenský, kožedělný, potravinářský a výroba koberců. V zemědělství nutné zavodňování. Hlavním odvětvím rostlinné výroby bylo pěstování bavlníku (62 % sklizně v SSSR), rýže a dalších obilnin, ovoce, zeleniny, vinné révy. V živočišné výrobě především chov ovcí a koz (9,19 milionů ks v roce 1985, z ovcí 2/3 karakulských), skotu (4,06 milionu ks v roce 1985), prasat (700 tisíc ks v roce 1985), dále drůbež, koně, velbloudi. Chov bource morušového.

## Stručný historický přehled
- od 8. století př. n. l. na území Uzbekistánu zasahovaly Baktrie, Chorezm a Parthie
- 6.–4. století př. n. l. součást achaimenovské říše
- 329–327 př. n. l. dobyto Alexandrem Makedonským
- 3.–2. století př. n. l. součást říše Seleukovců a řecko-baktrijského státu
- 1. století př. n. l. – 4. st. n. l. součást říše Kušánů
- 6. století dobyto tureckými kmeny
- pol. 8. století dobyto Araby, islamizace
- 9.–13. století postupně součást říše Samánovců, karachánovského státu a Chorezmu
- 1. pol. 13. století vpád mongolsko-tatarských hord
- 14.–15. století součást tímúrovské říše
- 15. století stát Šajbánovců
- přelom 15.–16. století vpád kočovných uzbeckých kmenů
- 16. století chivský a bucharský chanát
- 18. století kokandský chanát
- 60.–70. léta 19. století části Uzbekistánu připojeny k Rusku
- 1868 Buchara ruským protektorátem
- 1873 Chorezm ruským protektorátem
- 1876 kokandský chanát součástí Turkestánské gubernie Ruska; prosinec 1925 Kokand připojen k Uzbecké SSR
- 1916 středoasijské povstání
- 1917 vyhlášen nezávislý Chivský chanát (Chorezm); 1920 Chorezmská lidová socialistická republika; 1921 Chorezmská sovětská lidová republika; 1923 Chorezmská sovětská socialistická republika; únor 1925 Chorezm začleněn do Uzbecké SSR
- listopad 1917-březen 1918 ustavena sovětská moc
- duben 1918 většina území začleněna do Turkestánské ASSR (rozpuštěna 27.10.1924)
- 1918–1920 boje „rudých“ s „bílými“ a basmači
- 1920 Bucharská sovětská republika; 1920 Bucharská lidová sovětská republika; 1922–1923 bucharský emirát (protisovětská moc); 1924 Bucharská sovětská socialistická republika; únor 1925 Buchara začleněna do Uzbecké SSR
- 1920–1921 pozemková a vodní reforma
- 5. 12. 1924 vytvořena Uzbecká SSR
- 1925 Karakalpacká autonomní oblast součástí Kazašské ASSR; 1930 začleněna k RSFSR; 1932 Karakalpacká ASSR součástí RSFSR; 1936 začleněna do Uzbecké SSR; 1990 státní suverenita Karakalpacké sovětské republiky; 25.12.1991 součást Uzbekistánu; 1992 autonomní republika Uzbekistánu
- květen 1925 Uzbecká SSR svazovou republikou SSSR
- 1925 vznik komunistické strany
- 1926–1929 pozemková a vodní reforma
- 1936 do Uzbecké SSR začleněna Karakalpacká ASSR
- 20. 6. 1990 vyhlášena státní suverenita
- 31. 8. 1991 Republika Uzbekistán
- 25. 12. 1991 úplná nezávislost – zánik SSSR

## Přehled představitelů

### Turkestánská autonommní sovětská republika
- 30. 4. 1918 – 2. 6. 1918 – Pyotr Alekseyevich Kobozev – předseda Ústředního výkonného výboru; RCP
- 2. 6. 1918 – 5. 10. 1918 – Ivan Osipovich Tobolin – předseda Ústředního výkonného výboru; RCP
- 5. 10. 1918 – 19. 1. 1919 – Vsevold Dmitrievich Votintsev – předseda Ústředního výkonného výboru; RCP
- 31. 3. 1919 – červenec 1919 – Aristarkh Andreyvich Kazakov – předseda Ústředního výkonného výboru; RCP
- červenec 1919 – září 1919 – Pyotr Alekseyevich Kobozev – předseda Ústředního výkonného výboru; RCP
- září 1919 – leden 1920 – Ivan Andreyevich Apin – předseda Ústředního výkonného výboru; RCP
- leden 1920 – srpen 1920 – Turar Risqulovich Risqulov – předseda Ústředního výkonného výboru; RCP
- srpen 1920 – 24. 9. 1920 – Abdullo Rahimbayevich Rahimbayev – předseda Ústředního výkonného výboru; RCP

### Turkestánská autonomní sovětská socialistická republika
- 24. 9. 1920 – květen 1921 – Abdullo Rahimbayevich Rahimbayev – předseda Ústředního výkonného výboru; RCP
- květen 1921 – červen 1922 – Nazir Tyuryakulovich Tyuryakulov – předseda Ústředního výkonného výboru; RCP
- červen 1922 – říjen 1922 – Abdullo Rahimbayevich Rahimbayev – předseda Ústředního výkonného výboru; RCP
- říjen 1922–1. 1. 1924 – Inagadzhan Khidir-Aliyev – předseda Ústředního výkonného výboru; RCP
- 9. 1. 1924–27. 10. 1924 (-listopad 1924) – Nedirbay Aytakov – předseda Ústředního výkonného výboru; Turkestánská ASSR rozpuštěna 27. 10. 1924; RCP

### Buchara

#### Bucharská sovětská republika
- 2. 9. 1920–14. 9. 1920 – Ahmedzhan Abdusaidov „Hamdi“ – předseda Prozatímního revolučního výboru
- 8. 10. 1920–18. 10. 1920 – Mirza Abdulkadyr Mansuroghli Muhitdinov – předseda Ústředního revolučního výboru

#### Bucharská lidová sovětská republika
- 18. 10. 1920 – 22. 9. 1921 – Mirza Abdulkadyr Mansuroghli Muhitdinov – předseda Ústředního revolučního výboru
- 1921 – 23. 9. 1921 – Polat Usmon Khodzhayev – předseda Ústředního revolučního výboru
- 23. 9. 1921 – duben 1922 – Polat Usmon Khodzhayev – předseda prezídia Ústředního výkonného výboru; CPB
- 3. 1. 1922 – 12. 4. 1922 – Muin Jon Aminov – úřadující předseda prezídia Ústředního výkonného výboru; CPB
- 12. 4. 1922 – 18. 8. 1922 – Muin Jon Aminov – předseda prezídia Ústředního výkonného výboru; CPB
- 18. 8. 1922 – 19. 9. 1924 – Porsa Khodzhayev – předseda prezídia Ústředního výkonného výboru; CPB

#### Bucharská sovětská socialistická republika
- 19. 9. 1924 – 17. 2. 1925 – Porsa Khodzhayev – předseda prezídia Ústředního výkonného výboru; CPB

### Chorezm

#### Chivský chanát 1917–1920
- (září 1910) 13. 2. 1917 – 1. 10. 1918 – Isfandiyar Jurji Bahadur Khan – chán
- říjen 1918 – 2. 2. 1920 – ´Abd Allah Khan – chán

#### Chorezm (Chiva)
- 2. 2. 1920 – březen 1920 – Hoji Pahlavon Niyoz Yusuf – předseda Revolučního výboru
- březen 1920 – 30. 4. 1920 – Jumaniyoz Sulton Muradoghli – předseda prozatímní vlády

#### Chorezemská lidová sovětská republika
- 30. 4. 1920 – 6. 3. 1921 – Hoji Pahlavon Niyoz Yusuf – předseda prezídia Shromáždění lidových zástupců; CPK
- 6. 3. 1921 – 15. 5. 1921 – Qoch Qoroghli – předseda Prozatímního revolučního výboru; CPK
- 15. 5. 1921 – 23. 5. 1921 – Khudoybergan Divanoghli – předseda prezídia Shromáždění lidových zástupců; CPK

#### Chorezemská sovětská lidová republika
- 23. 5. 1921-červen 1921 – Mulla Nozir – předseda prezídia Ústředního výkonného výboru; CPK
- červen 1921-září 1921 – Allabergan – předseda prezídia Ústředního výkonného výboru; CPK
- září 1921 – 27. 11. 1921 – Ata Maqsum Madrahimoghli – předseda prezídia Ústředního výkonného výboru; CPK
- 27. 11. 1921 – 23. 6. 1922 – Jangibay Murodoghli – předseda prezídia Ústředního výkonného výboru; CPK
- 23. 6. 1922 – 20. 10. 1923 – Abdulla Abdurahmon Khojaoghli – předseda prezídia Ústředního výkonného výboru; CPK
- 20. 10. 1923 – 23. 10. 1923 – K. Safaroghli – předseda prezídia Ústředního výkonného výboru; CPK

#### Chorezemská sovětská socialistická republika
- 23. 10. 1923 – 1924 – K. Safaroghli – předseda prezídia Ústředního výkonného výboru; CPK
- 1924 – Sultonkari Jumaniyoz – předseda prezídia Ústředního výkonného výboru; CPK
- 1924 – 17. 2. 1925 – Temurkhoja Yaminoghli – předseda prezídia Ústředního výkonného výboru; CPK

## Uzbecká SSR
- 5. 12. 1924 – 17. 2. 1925 – Fayzulla Ubaydullayevich Khodzhayev (Khojaoghli) – předseda Revolučního výboru; CPU
- 17. 2. 1925 – 19. 7. 1938 – Yoldashbay Akhun Baba oglu Babayev (Yoldosh Okhunbobooghli) – předseda Ústředního výkonného výboru; CPU
- 19. 7. 1938 – 21. 7. 1938 – Usman Yusupovich Yusupov – předseda Nejvyššího sovětu; CPU
- 21. 7. 1938 – 28. 2. 1943 – Yoldashbay Akhun Baba oglu Babayev – předseda prezídia Nejvyššího sovětu; CPU
- 22. 3. 1943 – 17. 3. 1947 – Abduvali Muminov – předseda prezídia Nejvyššího sovětu; CPU
- 17. 3. 1947 – 21. 8. 1950 – Amin Irmatovich Niyatov – předseda prezídia Nejvyššího sovětu; CPU
- 21. 8. 1950 – 24. 3. 1959 – Sharof Rashidovich Rashidov – předseda prezídia Nejvyššího sovětu; CPU
- 24. 3. 1959 – 25. 9. 1970 – Yagdar Sadykovna Nasriddinovová – předseda prezídia Nejvyššího sovětu; CPU
- 25. 9. 1970 – 20. 12. 1978 – Nazar Matkarimovich Matchanov – předseda prezídia Nejvyššího sovětu; CPU
- 20. 12. 1978 – 21. 12. 1983 – Inamdzhan Buzrukovich Usmankhodzhayev – předseda prezídia Nejvyššího sovětu; CPU
- 21. 12. 1983 – 9. 12. 1986 – Akil Umrzoqovich Salimov – předseda prezídia Nejvyššího sovětu; CPU
- 9. 12. 1986 – 9. 4. 1988 – Rafik Nishanovich Nishanov – předseda prezídia Nejvyššího sovětu; CPU
- 9. 4. 1988 – 6. 3. 1989 – Pulat Kyrgyzbayevich Khabibullayev – předseda prezídia Nejvyššího sovětu; CPU
- 6. 3. 1989 – 24. 3. 1990 – Mirzolim Ibragimovich Ibragimov – předseda prezídia Nejvyššího sovětu; CPU
- 24. 3. 1990 – 25. 12. 1991 (-současnost) – Islam Abduganiyevich Karimov – prezident; bezp. /F

## Administrativní členění Uzbecké SSR

### Autonomní republika
| Název             | Rozloha v km2 | Počet obyvatel (1985) | Administrativní středisko |
| ----------------- | ------------- | --------------------- | ------------------------- |
| Karakalpacká ASSR | 164 900       | 1 075 000             | Nukus                     |

### Oblasti
| Název         | Rozloha v km² | Počet obyvatel (1985) | Administrativní středisko |
| ------------- | ------------- | --------------------- | ------------------------- |
| Andižanská    | 4 200         | 1 554 000             | Andižan                   |
| Bucharská     | 39 400        | 1 017 000             | Buchara                   |
| Džizacká      | 20 500        | 626 000               | Džizak                    |
| Ferganská     | 7 100         | 1 944 000             | Fergana                   |
| Chorezemská   | 6 300         | 891 000               | Chorezm                   |
| Kaškadarská   | 28 400        | 1 387 000             | Karši                     |
| Namanganská   | 7 900         | 1 303 000             | Namangan                  |
| Navoiská      | 110 800       | 593 000               | Navoi                     |
| Samarkandská  | 16 400        | 1 935 000             | Samarkand                 |
| Surchandarská | 20 800        | 1 092 000             | Termez                    |
| Syrdarská     | 5 100         | 519 000               | Gulistan                  |
| Taškentská    | 15 600        | 4 038 000             | Taškent                   |